# Джапаридзе, Александр Юльевич
Александр Юльевич Джапаридзе (род. 20 июля 1955, Махачкала, Дагестанская АССР, СССР) — предприниматель, бывший совладелец ПетроАльянс Сервисиз Компани Лимитед, крупнейшей независимой российской нефтесервисной компании. До 2022 года контролирующий акционером и председателем совета директоров ООО «Буровая Компания Евразия».

## Биография
Александр Джапаридзе родился 20 июля 1955 года в Махачкале.
В 1977 году окончил Московский нефтяной институт им И. М. Губкина и распределился в Центральную геофизическую экспедицию.
В 1989 году стал главой советско-американского геофизического предприятия MD Seis (СССР представляла Центральная геофизическая экспедиция).
В 1995 году создал сервисную компанию «Петроальянс», занимавшуюся разработкой нефтяных месторождений.
В 2004 году продал «Петроальянс» компании Schlumberger и на вырученные деньги купил буровое подразделение «Лукойла».
В 2007 году вывел компанию Eurasia Drilling на Лондонскую фондовую биржу.
В 2015 году продал 46% Eurasia Drilling компании Schlumberger с опционом на 100%-ую продажу.

## Семья
Женат, пятеро детей.

## Состояние
- Обладая личным состоянием $2,1 млрд, в 2011 году занял 58 место в списке 200 богатейших бизнесменов России (по версии журнала Forbes) [2]